# 昭獻貴妃
昭献贵妃（14世纪—1420年）王氏，明成祖朱棣的宠妃。南直隶苏州府（今江苏省苏州市）人。

## 生平
《胜朝彤史拾遗记》记，王氏因父亲为官居于京城。永乐初年，以良家女选妃入宫。徐皇后在世时，她侍奉徐皇后甚为恭谨。永乐七年（1409年）二月，册封妃嫔，张氏册封为贵妃，王氏册封为昭容。或说，在永乐七年（1409年），为徐皇后服完丧后，由昭容晋为贵妃。但晋封时间，与张贵妃冲突。
王贵妃頗有贤德，在“宫闱之内，肃雍有礼蔼然和厚，综理庶事丝毫不紊”。成祖很是敬重她的为人。成祖晚年脾气暴戾，常常发火，贵妃曲为调护，太子、诸王、公主及其他的人都十分依赖她。《朝鮮王朝實錄》记明成祖有意立她为继后。
永乐十八年（1420年）七月丙子日，王贵妃逝世，明成祖“恸悼之，辍视朝五日”。礼视明太祖的成穆贵妃孙氏，即嫡子等为庶母服丧，谥号昭献，“以宠恤之”。《朝鮮王朝實錄》更记，明成祖因她的逝世“甚痛悼，遂病風喪心，自後處事錯謬”，以致引起鱼吕之乱。